# Lich (Hesja)
Lich – miasto w Niemczech, w kraju związkowym Hesja, w rejencji Gießen, w powiecie Gießen.

## Współpraca
Miejscowości partnerskie:
- Budakeszi, Węgry
- Dieulefit, Francja
- Tangermünde, Saksonia-Anhalt
- Tata, Maroko
- Vänersborg, Szwecja